# Примус
При́мус — бесфитильный нагревательный прибор, работающий на жидком топливе (бензине или керосине). Изобретён в 1892 году шведским механиком Францем Вильгельмом Линдквистом, основавшим в дальнейшем фирму Primus AB. Линдквист получает патент на свое изобретение и становится партнером своего коллеги по кузнице Йохана Виктора Свенсона (Johan Viktor Svenson). 
Вместе они организовали производство горелок на фабрике J.V. Svenson’s Kerosene Stove Factory под торговой маркой Primus.
В переводе с латинского Primus значит «первый». Использовался в быту до широкого распространения газовых сетей, появления в продаже сжиженного газа в баллонах и электроплит. Применялся в санной экспедиции Фритьофа Нансена (1896), полярной экспедиции Саломона Андре (1897) и арктической экспедиции Руала Амундсена (1911). 
Чтобы снабдить городское население незаменимым прибором, в России наладили собственное производство примусов на медно-обрабатывающем заводе в поселке Кольчугино с 1922 года и на Тульском патронном заводе с 1930-х годов. Модель Primus №1 практически в неизменном виде выпускалась до 1990 года.
О примусе писали Зощенко и Мандельштам, Хармс и Булгаков, Заболоцкий и Цветаева, Маяковский, Ильф, Петров, многие другие.
В России название «примус» стало нарицательным и несмотря на наличие множества новых моделей мультитопливных горелок, малодоступность и цену керосина, остаётся популярным в экспедициях и среди туристов.

## Принцип работы
Принцип работы схож с принципом работы паяльной лампы. Горючее из резервуара A под давлением воздуха, создаваемым перед розжигом с помощью воздушного поршневого насоса и затем поддерживаемым за счёт нагрева (также требуется периодическая «подкачка»), поступает в трубчатую часть горелки B, где предварительно нагревается; затем в трубке D испаряется, пары топлива выходят через форсунку E. Затем пары горючего смешиваются с воздухом и сгорают в конфорке C. Для нормального испарения топлива необходимо, чтобы поддерживалась высокая температура горелки, поэтому перед началом работы требуется прогрев. Для этой цели в некоторых примусах вокруг горелки есть специальная чашечка, в которой при розжиге сжигают налитое топливо или несколько кусков сухого горючего.
Бытовые примусы, как правило, работают на керосине, туристические — на бензине.

## Устройство
Примус состоит из следующих частей:
- резервуара для топлива с наливным люком и винтом сброса избыточного давления воздуха
- поршневого воздушного насоса
- горелки (горелок)
- тагана-плитки (таганов-плиток)

Горелка примуса в свою очередь состоит из:
- форсунки с механизмом регулировки
- штуцера
- испарительной камеры
- чашечки
- отражателя
- съёмной конфорки
- сифонной трубки

## Достоинства
- по производительности и экономичности примусы являются самыми эффективными из всех нагревательных приборов, работающих на жидком топливе[2], близко к нему стоит керогаз, однако он имеет значительно большие размеры;
- портативность при очень высокой мощности: туристический примус, занимающий объём пятилитрового котелка, способен вскипятить ведро воды;
- относительно малая масса;
- удобство для использования в турпоходах и экспедициях;
- возможность перевозить пустой прибор самолётом и найти топливо уже на месте; баллончики для газовых горелок могут быть редкостью, а перевозить их с собой в самолёте нельзя.

## Недостатки
- частое засорение форсунки (особенно работающей на автомобильном бензине, в меньшей степени на керосине);
- при использовании некоторых видов топлива, в частности автомобильного бензина, возможно засорение трубчатой части горелки золой, образующейся из-за содержащихся в топливе присадок. В двигателе эти присадки сгорают вместе с топливом, а в примусе и подобных горелках — осаждаются на стенках испарителя. Многотопливные туристические горелки для этой цели оснащаются специальным тросиком для прочистки;
- сложность разжигания примуса;
- сложность регулирования пламени — величину пламени можно изменять только в небольших пределах;
- относительно большой шум при работе примуса — в большей степени касается старых моделей, например, советского примуса «Рекорд-1». Примусы разработки после 1970-х годов, например, советский примус «Шмель-4» или оригинальные изделия производства Primus AB создают небольшой уровень шума;
- сравнительно большая взрывоопасность при неправильной эксплуатации

## Использование примуса
Важная особенность примуса — для правильного сжигания топлива необходимо поддержание высокой температуры в горелке, а для подачи топлива — избыточного давления в резервуаре. Поэтому розжиг примуса происходит в несколько этапов. Если примус не оснащён краном подачи топлива, сначала прогревают горелку, заливая топливо в чашечку (как правило рекомендуется использовать спирт, или другое топливо, горящее без копоти), а после прогрева горелки — накачать воздух в резервуар, добиваясь нужной скорости подачи топлива в горелку. Если примус оснащён краном (как правило, такие модели работают на бензине), возможно накачать холодный примус, а потом разжигать горелку. Некоторые модели, оснащённые краном, могут не иметь чашечки и запускаться на том же топливе из той же форсунки — такой примус при запуске горит высоким жёлтым пламенем, которое по мере прогрева переходит в нормальное для примуса короткое синее. Малогабаритные примусы на бензине или спирте с небольшим объёмом резервуара могут не иметь насоса и давление в них создаётся за счёт тепла работающей горелки. При работе форсунка может забиваться копотью и отложениями — поэтому примусы снабжаются иглой для прочистки.
Топливо в резервуар рекомендуется заливать не более чем на ¾ объёма, иначе давление по мере прогрева может расти слишком быстро, что опасно, а по мере расхода топлива слишком быстро спадать. Гасят бензиновые примусы, перекрывая подачу топлива, а керосиновые — приоткрывая винт сброса давления. Чтобы не допустить взрыва, примус оснащается предохранительным клапаном, но нужно иметь в виду, что при срабатывании клапана из него вытекает горящее топливо. Также нельзя открывать заливную пробку до полного остывания.

## Этимология
- Употребляемое в русском языке слово примус происходит от названия фирмы Primus, производившей эти нагревательные приборы.
- лат. primus — первый

## Популярность в СССР
Примус массово выпускался с 1922 года «Первым государственным меднообрабатывающим заводом» (ныне ЗАО «Кольчугинский Мельхиор»), расположенным в городе Кольчугине Владимирской области. После 1950-х годов примусы стали вытесняться такими приборами, как керогаз, а затем — газовыми плитами на сжиженном или природном газе и электроплитами.

## Популярность в пешем туризме
В то время как в быту примус практически полностью вышел из употребления, среди туристов примусы долгое время были популярны в связи с компактностью и эффективностью. Постепенно классические примусы вытесняются горелками, работающими на сжиженном газе, со сменными баллонами, так как они проще в обслуживании и быстрее разжигаются. Однако сохраняют популярность мультитопливные горелки, которые могут работать как на жидком топливе по принципу примуса, так и на сжиженном газе.

## Схожие устройства
Внешне на Примус похожи шведские горелки «Svea», в частности Svea 123, однако в них камера испарителя встроена в вертикальный топливопровод, благодаря этому к камере испарителя есть доступ, и ее можно очищать от нагара. Пары топлива через форсунку устремляются вверх, ударяются о рассекатель и смешиваются с воздухом, который попадает внутрь горелки благодаря конвекции и, что более важно на высоких скоростях потока, — благодаря эффекту Вентури.
В керогазе испарение топлива происходит с использованием фитиля, однако, в отличие от керосинки, фитиль не контактирует в процессе работы с пламенем. По сравнению с примусом керогаз работает бесшумно, однако, имеет более сложное устройство и требует аккуратного обращения. Неправильный розжиг керогазов часто приводил к пожарам.
По принципу действия с примусом схожа паяльная лампа. В отличие от примуса, она формирует направленную струю пламени небольшого размера.

## Примус в искусстве и литературе
В 1925 году вышла книжка детских стихов Осипа Мандельштама «Примус» с рисунками М. Добужинского.
В агитационном искусстве 1920—1930-х годов примус выступает символом бытового рабства наряду с другим атрибутом изматывающей домашней работы — корытом: «Дымную, вонючую плиту, закоптелый примус и проклятое корыто давала старая Москва семье рабочего. В кухне, между чадом плиты и грязным паром корыта, среди развешенных желтых пелёнок проводили свои дни его жена, мать и дети. Миллионы рабочих часов, сотни тысяч человеческих жизней тратились в кухне безнадежно, нелепо, бессмысленно. Здесь, в столице, существовала страшная домашняя каторга, которая приковывала сотни тысяч женщин к корыту, плите и примусу. И казалось: нет выхода отсюда, из закоптелой, проклятой кухни».
В романе «Мастер и Маргарита» М. А. Булгакова один из главных героев кот Бегемот употребляет примус для поджога квартиры, закрывая историю главного места действия романа. Также стала общеизвестной его цитата «Не шалю, никого не трогаю, починяю примус».